# Lista de filmes da Metro-Goldwyn-Mayer
Esta é uma lista dos filmes produzidos ou distribuídos pela Metro-Goldwyn-Mayer (incluindo MGM/UA Entertainment Co.)

## 1920
| Titulo do filme           | Data de lançamento      | Fonte(s) |
| ------------------------- | ----------------------- | -------- |
| Mademoiselle Midnight     | 14 de abril de 1924     | [ 1 ]    |
| Sherlock, Jr.             | 21 de abril 1924        | [ 2 ]    |
| The Beauty Prize          | 14 de maio de 1924      |          |
| Revelation                | 23 de junho de 1924     |          |
| The Arab                  | 21 de julho de 1924     |          |
| Broken Barriers           | 3 de agosto de 1924     |          |
| Tess of the d'Urbervilles | 11 de agosto de 1924    |          |
| Little Robinson Crusoe    | 25 de agosto de 1924    |          |
| Sinners in Silk           | 1 de setembro de 1924   |          |
| The Red Lily              | 8 de setembro de 1924   |          |
| Wine of Youth             | 15 de setembro de 1924  |          |
| His Hour                  | 29 de setembro de 1924  |          |
| One Night in Rome         | 29 de setembro de 1924  |          |
| Circe, the Enchantress    | 6 de outubro de 1924    |          |
| The Navigator             | 13 de outubro de 1924   |          |
| The Bandolero             | 20 de outubro de 1924   |          |
| Married Flirts            | 27 de outubro de 1924   |          |
| Along Came Ruth           | 3 de novembro de 1924   |          |
| He Who Gets Slapped       | 9 de novembro de 1924   |          |
| The Snob                  | 19 de novembro de 1924  |          |
| The Silent Accuser        | 24 de novembro de 1924  |          |
| So This Is Marriage?      | 24 de novembro de, 1924 |          |
| The Wife of the Centaur   | 1 de dezembro de 1924   |          |
| Greed                     | 4 de dezembro de 1924   |          |
| Romola                    | 6 de dezembro de 1924   |          |
| Janice Meredith           | 8 de dezembro de 1924   |          |
| The Dixie Handicap        | 29 de dezembro de 1924  |          |
| Excuse Me                 | 19 de Janeiro de 1925   |          |
| Cheaper to Marry          | 9 de fevereiro de 1925  |          |

- The Great Divide (1925)
- Lady of the Night (1925)
- The Prairie Wife (1925)
- The Rag Man (1925)
- Ben-Hur (1925, parte em Technicolor; refilmado em 1959 )
- The Big Parade (1925)
- Bright Lights (1925)
- Don't (1925)
- Exchange of Wives (1925)
- Go West (1925)
- The Great Love (1925)
- Lights of Old Broadway (1925)
- Man and Maid (1925)
- The Midshipman (1925)
- The Monster (1925)
- The Mystic (1925)
- Never the Twain Shall Meet (1925)
- The Only Thing (1925)
- Seven Chances (1925)
- Proud Flesh (1925)
- Soul Mates (1925)
- The Sporting Venus (1925)
- Sun-Up (1925)
- The Tower of Lies (1925)
- The Unholy Three (1925)
- The Way of a Girl (1925)
- The White Desert (1925)
- Zander the Great (1925)
- Dance Madness (1926)
- The Blackbird (1926)
- La Bohème (1926)
- The Devil's Circus (1926)
- Flesh and the Devil (1926)
- Mare Nostrum (1926)
- The Scarlet Letter (1926)
- Love (1927)
- London After Midnight (1927)
- The Cameraman (1928)
- The Crowd (1928)
- The Divine Woman (1928)
- Our Dancing Daughters
- Show People (1928)
- The Viking (1928, primeiro trabalho colorido sonorizado)
- The Wind (1928)
- The Broadway Melody (1929)
- Hallelujah! (1929)
- The Hollywood Revue of 1929 (1929)
- The Last of Mrs. Cheyney (1929)
- The Mysterious Island (1929)
- Their Own Desire (1929)
- Devil-May-Care (1929)

## 1930
- The Rogue Song (1930, primeiro filme colorido totalmente falado da MGM)
- Chasing Rainbows (1930)
- Children of Pleasure (1930)
- Madam Satan (1930)
- Lord Byron of Broadway (1930)
- Call of the Flesh (1930)
- Good News (1930)
- New Moon (1930)
- In Gay Madrid (1930)
- Washington Road (1930, Segundo filme totalmente falado em cores da MGM)
- Anna Christie (1930)
- The Divorcee (1930)
- The Big House (1930)
- Min and Bill (1930)
- The Champ (1931, refilmado em 1979)
- A Free Soul (1931)
- Mata Hari (1931)
- Grand Hotel (1932)
- Tarzan the Ape Man (1932)
- Freaks (1932)
- Smilin' Through (1932)
- Red-Headed Woman (1932)
- Dancing Lady (1933)
- Dinner at Eight (1933)
- Queen Christina (1933)
- The Barretts of Wimpole Street (1934, refilmado em 1956)
- The Thin Man (1934)
- Tarzan and His Mate (1934)
- The Merry Widow (1934)
- Viva Villa! (1934)
- Hollywood Party (1934)
- Babes in Toyland (1934)
- The Cat and the Fiddle (1934)
- Anna Karenina (1935)
- A Night at the (1935)
- David Copperfield (1935)
- Mutiny on the Bounty (1935, refilmado em 1962)
- Naughty Marietta (1935)
- Ah, Wilderness! (1935)
- A Tale of Two Cities (1935)
- Broadway Melody of 1936 (1935)
- Romeo and Juliet (1936)
- Rose Marie (1936)
- San Francisco (1936)
- Tarzan Escapes (1936)
- Camille (1936)
- The Great Ziegfeld (1936)
- Libeled Lady (1936)
- Maytime (1937)
- A Day at the Races (1937)
- Captains Courageous (1937)
- Saratoga (1937)
- The Good Earth  (1937)
- Conquest (1937)
- Rosalie (1937)
- The Firefly (1937)
- Broadway Melody of 1938 (1937)
- The Girl of the Golden West (1938)
- Test Pilot (1938)
- A Christmas Carol (1938)
- Sweethearts (1938)
- Boys Town (1938)
- Marie Antoinette (1938)
- The Citadel (1938)
- Babes in Arms (1939)
- Tarzan Finds a Son! (1939)
- At the Circus (1939)
- Gone with the Wind (1939, apenas distribuição, produzido pela Selznick International Pictures) este filme exibido no fim de ano especial
- The Wizard of Oz (1939) exibido no fim de ano especial
- Goodbye, Mr. Chips (1939, refilmado como um musical em 1969)
- The Women (1939)
- Ninotchka (1939, refilmado como musical em 1957)
- It's a Wonderful World (1939)
- Broadway Serenade (1939)

## 1940
- The Stars Look Down (1940, apenas distribuição)
- The Earl of Chicago (1940)
- The Shop Around the Corner (1940)
- Congo Maisie (1940)
- I Take This Woman (1940)
- Broadway Melody of 1940 (1940)
- Young Tom Edison (1940)
- The Man from Dakota (1940)
- Northwest Passage (1940)
- Strange Cargo (1940)
- The Ghost Comes Home (1940)
- And One Was Beautiful (1940)
- Dr. Kildare's Strange Case (1940)
- Forty Little Mothers (1940)
- Two Girls on Broadway (1940)
- 20 Mule Team (1940)
- Edison, the Man (1940)
- Waterloo Bridge (1940)
- Florian (1940)
- Susan and God (1940)
- Phantom Raiders (1940)
- The Mortal Storm (1940)
- The Captain Is a Lady (1940)
- New Moon (1940)
- Andy Hardy Meets Debutante (1940)
- Sporting Blood (1940)
- We Who Are Young (1940)
- Pride and Prejudice (1940)
- Gold Rush Maisie (1940)
- I Love You Again (1940)
- The Golden Fleecing (1940)
- Boom Town (1940)
- Dr. Kildare Goes Home (1940)
- Wyoming (1940)
- Strike Up the Band (1940)
- Sky Murder (1940)
- Dulcy (1940)
- Third Finger, Left Hand (1940)
- Hullabaloo (1940)
- Escape (1940)
- Bitter Sweet (1940)
- Gallant Sons (1940)
- Little Nellie Kelly (1940)
- Dr. Kildare's Crisis (1940)
- Go West (1940) (1940)
- Comrade X (1940)
- Flight Command (1940)
- The Philadelphia Story (1940, refilmado sob o titulo de High Society, 1956)
- Keeping Company (1940)
- Maisie Was a Lady (1941)
- Come Live with Me (1941)
- Blonde Inspiration (1941)
- The Trial of Mary Dugan (1941)
- Andy Hardy's Private Secretary (1941)
- Free and Easy (1941)
- Rage in Heaven (1941)
- The Penalty (1941)
- The Bad Man (1941)
- Barnacle Bill (1941)
- Men of Boys Town (1941)
- Washington Melodrama (1941)
- Ziegfeld Girl (1941)
- The People vs. Dr. Kildare (1941)
- A Woman's Face (1941)
- I'll Wait for You (1941)
- Love Crazy (1941)
- Billy the Kid (1941)
- The Get-Away (1941)
- The Big Store (1941)
- Blossoms in the Dust (1941)
- They Met in Bombay (1941)
- Ringside Maisie (1941)
- Whistling in the Dark (1941)
- Dr. Jekyll and Mr. Hyde (1941)
- Life Begins for Andy Hardy (1941)
- Dr. Kildare's Wedding Day (1941)
- When Ladies Meet (1941)
- Down in San Diego (1941)
- Lady Be Good (1941)
- Honky Tonk (1941)
- Married Bachelor (1941)
- The Feminine Touch (1941)
- The Chocolate Soldier (1941)
- Smilin' Through (1941)
- Shadow of the Thin Man (1941)
- Unholy Partners (1941)
- Two-Faced Woman (1941)
- Tarzan's Secret Treasure (1941)
- H. M. Pulham, Esq. (1941)
- Kathleen (1941)
- Design for Scandal (1941)
- Babes on Broadway (1941)
- Johnny Eager (1942)
- The Bugle Sounds (1942)
- Woman of the Year (1942)
- Nazi Agent (1942)
- The Vanishing Virginian (1942)
- Mr. and Mrs. North (1942)
- A Yank on the Burma Road (1942)
- Dr. Kildare's Victory (1942)
- Born to Sing (1942)
- Joe Smith, American (1942)
- This Time for Keeps (1942)
- The Courtship of Andy Hardy (1942)
- Kid Glove Killer (1942)
- Fingers at the Window (1942)
- We Were Dancing (1942)
- Rio Rita (1942)
- Mokey (1942)
- Sunday Punch (1942)
- Tortilla Flat (1942)
- Pacific Rendezvous (1942)
- Grand Central Murder (1942)
- Tarzan's New York Adventure (1942)
- Ship Ahoy (1942)
- Mrs. Miniver (1942)
- The Affairs of Martha (1942)
- Maisie Gets Her Man (1942)
- Her Cardboard Lover (1942)
- Jackass Mail (1942)
- I Married an Angel (1942)
- Calling Dr. Gillespie (1942)
- Crossroads (1942)
- Pierre of the Plains (1942)
- The War Against Mrs. Hadley (1942)
- Cairo (1942)
- Somewhere I'll Find You (1942)
- Tish (1942)
- The Omaha Trail (1942)
- Panama Hattie (1942)
- A Yank at Eton (1942)
- Apache Trail (1942)
- Eyes in the Night (1942)
- For Me and My Gal  (1942)
- Northwest Rangers (1942)
- Journey for Margaret (1942)
- Seven Sweethearts (1942)
- Talk About Jacqueline (1942)
- Dr. Gillespie's New Assistant (1942)
- White Cargo (1942)
- Random Harvest  (1942)
- Reunion in France (1942)
- Whistling in Dixie (1942)
- Tennessee Johnson (1942)
- Stand by for Action (1942)
- Andy Hardy's Double Life (1942)
- Keeper of the Flame (1943)
- The Youngest Profession (1943)
- The Human Comedy (1943)
- Assignment in Brittany (1943)
- Harrigan's Kid (1943)
- Slightly Dangerous (1943)
- Cabin in the Sky (1943)
- Presenting Lily Mars (1943)
- A Stranger in Town (1943)
- Air Raid Wardens (1943)
- Three Hearts for Julia (1943)
- Du Barry Was a Lady (1943)
- Dr. Gillespie's Criminal Case (1943)
- Above Suspicion  (1943)
- Bataan  (1943)
- Hitler's Madman (1943)
- Pilot No. 5 (1943)
- Best Foot Forward  (1943)
- Young Ideas (1943)
- Salute to the Marines (1943)
- The Man from Down Under (1943)
- Swing Shift Maisie (1943)
- Thousands Cheer (1943)
- Sabotage Agent (1943)
- I Dood It (1943)
- Lassie Come Home (1943)
- Swing Fever (1943)
- The Cross of Lorraine (1943)
- Cry 'Havoc' (1943)
- Girl Crazy (1943)
- Madame Curie (1943)
- Lost Angel (1943)
- A Guy Named Joe (1943)
- Whistling in Brooklyn (1943)
- Broadway Rhythm (1944)
- Song of Russia (1944)
- See Here, Private Hargrove (1944)
- The Heavenly Body (1944)
- Rationing (1944)
- Two Girls and a Sailor (1944)
- Gaslight  (1944)
- Andy Hardy's Blonde Trouble (1944)
- The White Cliffs of Dover (1944)
- 3 Men in White (1944)
- Meet the People (1944)
- Bathing Beauty (1944)
- Dragon Seed (1944)
- The Seventh Cross (1944)
- The Canterville Ghost (1944)
- Maisie Goes to Reno (1944)
- Kismet (1944)
- Marriage Is a Private Affair (1944)
- Barbary Coast Gent (1944)
- An American Romance (1944)
- Mrs. Parkington (1944)
- Lost in a Harem (1944)
- Thirty Seconds Over Tokyo (1944)
- Meet Me in St. Louis (1944)
- Blonde Fever (1944)
- Nothing but Trouble (1944)
- National Velvet (1944)
- Music for Millions (1944)
- Gentle Annie (1944)
- This Man's Navy (1945)
- Main Street After Dark (1945)
- The Thin Man Goes Home (1945)
- The Picture of Dorian Gray (1945)
- Keep Your Powder Dry (1945)
- Without Love (1945)
- The Clock (1945)
- Between Two Women (1945)
- Son of Lassie (1945)
- The Valley of Decision (1945)
- Thrill of a Romance (1945)
- The Last Chance (1945)
- Twice Blessed (1945)
- Dangerous Partners (1945)
- Bewitched (1945)
- Anchors Aweigh (1945)
- Ziegfeld Follies (1945)
- The Hidden Eye (1945)
- Our Vines Have Tender Grapes (1945)
- Her Highness and the Bellboy (1945)
- Week-End at the Waldorf (1945)
- Abbott and Costello in Hollywood (1945)
- Perfect Strangers (1945)
- She Went to the Races (1945)
- Yolanda and the Thief (1945)
- What Next, Corporal Hargrove? (1945)
- They Were Expendable (1945)
- The Sailor Takes a Wife (1945)
- Adventure (1945)
- The Great Morgan (1946)
- The Harvey Girls (1946)
- Up Goes Maisie (1946)
- A Letter for Evie (1946)
- The Hoodlum Saint (1946)
- The Green Years (1946)
- Two Sisters from Boston (1946)
- The Postman Always Rings Twice (1946)
- Bad Bascomb (1946)
- Two Smart People (1946)
- Little Mister Jim (1946)
- Easy to Wed (1946)
- Boys' Ranch (1946)
- Courage of Lassie (1946)
- Holiday in Mexico (1946)
- Faithful in My Fashion (1946)
- Three Wise Fools (1946)
- Piccadilly Incident (1946)
- No Leave, No Love (1946)
- The Cockeyed Miracle (1946)
- Undercurrent (1946)
- Till the Clouds Roll By* (1946)
- Gallant Bess (1946)
- The Yearling (1946)
- The Secret Heart (1946)
- Love Laughs at Andy Hardy (1946)
- The Show-Off (1946)
- The Mighty McGurk (1947)
- Lady in the Lake (1947)
- My Brother Talks to Horses (1947)
- The Arnelo Affair (1947)
- The Beginning or the End (1947)
- The Sea of Grass (1947)
- Undercover Maisie (1947)
- It Happened in Brooklyn (1947)
- High Barbaree (1947)
- Living in a Big Way (1947)
- Fiesta (1947)
- Dark Delusion (1947)
- The Hucksters (1947)
- The Romance of Rosy Ridge (1947)
- Song of the Thin Man (1947)
- Cynthia (1947)
- The Unfinished Dance (1947)
- Song of Love (1947)
- Merton of the Movies (1947)
- Green Dolphin Street (1947)
- This Time for Keeps (1947)
- Desire Me (1947)
- Cass Timberlane (1947)
- Good News (1947)
- High Wall (1947)
- Killer McCoy (1947)
- If Winter Comes (1947)
- State of the Union (1948, distribuição apenas, produzido pela Liberty Films)
- The Pirate (1948)
- Easter Parade (1948)
- A Date with Judy (1948)
- Three Daring Daughters (1948)
- Take Me Out to the Ball Game (1949)
- The Barkleys of Broadway (1949)
- On the Town (1949)
- Adam's Rib (1949)
- Neptune's Daughter (1949)
- Battleground (1949)
- Little Women (1949) (1949)
- The Sun Comes Up (1949)
- The Secret Garden (1949)

## 1950
- A Life of Her Own (1950)
- King Solomon's Mines (1950)
- Annie Get Your Gun (1950)
- Three Little Words (1950)
- Nancy Goes to Rio (1950)
- The Toast of New Orleans (1950)
- Summer Stock (1950)
- Father of the Bride (1950)
- The Asphalt Jungle (1950)
- The Red Badge of Courage (1951)
- Show Boat  (1951)
- An American in Paris (1951)
- Royal Wedding* (1951)
- Father's Little Dividend* (1951)
- Cause for Alarm!* (1951)
- Vengeance Valley* (1951)
- Angels in the Outfield
- Quo Vadis (1951)
- The Great Caruso (1951)
- Singin' in the Rain (1952)
- The Bad and the Beautiful (1952)
- Ivanhoe (1952)
- The Band Wagon (1953)
- Dangerous When Wet (1953)
- Kiss Me Kate (1953)
- Knights of the Round Table (1953)
- Julius Caesar  (1953)
- Mogambo (1953)
- Seven Brides for Seven Brothers (1954)
- The Student Prince (1954)
- Brigadoon (1954)
- Rhapsody (1954)
- Athen (1954)
- The Last Time I Saw Paris* (1954)
- The Long, Long Trailer (1954, coprodução com a Desilu Productions)
- Deep in My Heart (1954)
- Blackboard Jungle (1955)
- Hit the Deck (1955)
- I'll Cry Tomorrow (1955)
- Interrupted Melody (1955)
- The Prodigal (1955)
- Love Me or Leave Me ( (1955)
- Moonfleet (1955)
- Kismet (1955)
- Guys and Dolls (1955, originalmante distribuição, mas é de propriedade da MGM apos a compra da The Samuel Goldwyn Company)
- The Adventures of Quentin Durward (1955)
- Forbidden Planet (1956)
- High Society (1956)
- The Teahouse of the August Moon (1956)
- Jailhouse Rock (1957)
- Raintree County (1957)
- Silk Stockings (1957, remake do musical Ninotchka)
- Cat on a Hot Tin Roof  (1958)
- Gigi (1958)
- The Brothers Karamazov (1958)
- Ben-Hur)
- North by Northwest (1959)
- The World, the Flesh and the Devil (1959)

## 1960
- Butterfield 8 (1960)
- Where the Boys Are (1960)
- Cimarron (1960)
- The Last Voyage (1960)
- King of Kings (1961)
- How the West Was Won (1962)
- Four Horsemen of the Apocalypse (1962)
- Two Weeks in Another Town (1962)
- The Courtship of Eddie's Father (1963)
- Flipper (1963)
- The Haunting (1963)
- Flipper's New Adventure (1964)
- The Yellow Rolls-Royce (1964)
- Viva Las Vegas (1964)
- The Americanization of Emily (1964)
- The Unsinkable Molly Brown (1964)
- The Cincinnati Kid (1965)
- Doctor Zhivago (1965)
- Zebra in the Kitchen (1965)
- Blowup (1966) (distribuição)
- Grand Prix (1966)
- The Glass Bottom Boat (1966)
- Hot Rods to Hell (1967)
- Point Blank (1967)
- Far from the Madding Crowd (1967, coprodução com a Anglo-Amalgamated)
- The Dirty Dozen (1967)
- The Fearless Vampire Killers (1967)
- Dark of the Sun (1968)
- 2001: A Space Odyssey (1968)
- Ice Station Zebra (1968)
- Where Eagles Dare (1968)
- The Green Slime (1968)
- The Thomas Crown Affair (1968)
- Goodbye, Mr. Chips (1969)

## 1970
- Kelly's Heroes (1970)
- Brewster McCloud (1970)
- House of Dark Shadows (1970)
- Ryan's Daughter (1970)
- Elvis: That's the Way It Is (1970)
- Dirty Dingus Magee (1970)
- The Phantom Tollbooth (1970)
- Zabriskie Point (1970)
- Night of Dark Shadows (1971)
- Shaft (1971)
- The Boy Friend (1971, coprodução com a EMI Films)
- Savage Messiah (1972)
- Private Parts (1972)
- Night of the Lepus (1972)
- Elvis on Tour (1972)
- Soylent Green (1973)
- Westworld (1973)
- That's Entertainment! (1974)
- The Passenger (1975)
- The Wind and the Lion (1975, coprodução com a Columbia Pictures)
- The Sunshine Boys (1975)
- Logan's Run (1976)
- That's Entertainment, Part II (1976)
- Network (1976, coprodução com a United Artists)
- The Goodbye Girl (1977, coprodução com a Warner Bros.)
- Corvette Summer (1978)
- Coma (1978)
- International Velvet (1978)
- The Champ (1979) (remake do filme de 1931 )

## 1980
(A compnhia agora conhecida como MGM/UA Entertainment Co. e Metro-Goldwyn-Mayer Film Co.)
- Fame (1980)
- He Knows You're Alone (1980)
- Pennies from Heaven (1981)
- Clash of the Titans  (1981)
- Tarzan, the Ape Man (1981)
- Buddy Buddy (1981)
- Diner  (1982)
- Inchon (1982)
- Pink Floyd The Wall (1982) (distribuição)
- Victor Victoria (1982) (distribição, produzido por Ladbrokes Entertainment)
- Poltergeist (1982)
- My Favorite Year (1982)
- Brainstorm (1983)
- A Christmas Story (1983)
- Rock & Rule (1983)
- The Hunger (1983)
- Misunderstood (1984)
- Breakin' (1984, distribuição)
- 2010 (1984)
- Gymkata (1985)
- 9½ Weeks (1986)
- Poltergeist II: The Other Side (1986)
- Running Scared (1986)
- Whoops Apocalypse (1986, distribuição apenas, produzido por ITC Entertainment)
- Spaceballs (1987)
- Moonstruck (1987)
- Overboard (1987)
- Willow (1988, coprodução com a Lucasfilm e a Imagine Entertainment)
- A Fish Called Wanda (1988)
- Poltergeist III (1988)
- The January Man (1989)
- Leviathan  (1989)
- The Mighty Quinn (1989)
- A Dry White Season (1989)

## 1990
(A companhia agora conhecida como s Metro-Goldwyn-Mayer e Metro-Goldwyn-Mayer Pictures)
- Stanley & Iris (1990)
- Desperate Hours (1990)
- The Russia House (1990)
- Shattered (1991)
- Harley Davidson and the Marlboro Man (1991)
- Thelma & Louise (1991)
- The Cutting Edge (1992)
- Once Upon a Crime (1992)
- Diggstown (1992)
- Of Mice and Men (1992)
- Untamed Heart (1993)
- Rich in Love (1993)
- Benny & Joon (1993)
- Undercover Blues (1993)
- The Meteor Man (1993)
- Dangerous Game (1993)
- Clean Slate (1994)
- Blown Away (1994)
- Speechless (1994)
- Getting Even with Dad (1994)
- My Summer Story (1994)
- Stargate (1994, distribuidor nos cinemas)
- That's Entertainment! III (1994,)
- Get Shorty (1995)
- Species (1995)
- Fluke (1995)
- The Pebble and the Penguin (1995)
- All Dogs Go to Heaven 2 (1996)
- Kingpin  (1996, coprodução com a Rysher Entertainment)
- Turbulence (1997) (coprodução com a Rysher Entertainment)
- Warriors of Virtue (1997)
- Red Corner (1997)
- Zeus and Roxanne (1997) (coprodução com a Rysher Entertainment)
- Species II (1998)
- The World Is Not Enough (1999)
- The Thomas Crown Affair (1999)
- The Mod Squad (1999)
- Flawless (1999)

## 2000
- Supernova (2000)
- Return to Me (2000)
- Tom Sawyer (2000)
- 3 Strikes (2000)
- Original Sin (2001)
- Antitrust (2001)
- Josie and the Pussycats (2001) (coprodução com a h Universal Pictures)
- Hannibal  (2001) (coprodução com a Universal Pictures e a Dino De Laurentiis Company)
- Legally Blonde (2001)
- Jeepers Creepers (2001) (coprodução com a American Zoetrope)
- Bandits (2001)
- What's the Worst That Could Happen? (2001)
- Barbershop (2002)
- The Crocodile Hunter: Collision Course (2002)
- Die Another Day (2002)
- Rollerball (2002)
- Windtalkers (2002)
- Hart's War (2002)
- A Guy Thing (2003)
- Agent Cody Banks (2003)
- Good Boy! (2003)
- Anything Else (2003) (distirbuição apenas no RU)
- Luther (2003)
- Legally Blonde 2: Red, White & Blonde (2003)
- Uptown Girls (2003)
- Jeepers Creepers 2 (2003) (coprodução com a American Zoetrope
- Sakura Wars: The Movie (2004) (com a Geneon Entertainment)
- De-Lovely (2004)
- Agent Cody Banks 2: Destination London (2004)
- Walking Tall (2004)
- Barbershop 2: Back in Business (2004)
- Sleepover (2004)
- Swimming Upstream (2005)
- Be Cool (2005)
- Beauty Shop (2005)
- The Brothers Grimm (2005) (coprodução com a Dimension Films)
- Into the Blue (2005) (coprodução com a Columbia Pictures)
- Nanny McPhee (2005) (coprodução com a Working Title Films, Universal Studios, Mandate Pictures, e StudioCanal)
- Yours, Mine and Ours (2005) (coprodução com a Paramount Pictures, Nickelodeon Movies, e Columbia Pictures; remake)
- The Amityville Horror Horror (2005) (com a Dimension Films)
- The Pink Panther (2006) (produção apenas, distribuido pela Columbia Pictures)
- Basic Instinct 2 (2006) (coprodução com a Intermedia Films e C2 Pictures)
- Lucky Number Slevin (2006) (apenas distribuição nos EUA) (produzido por The Weinstein Company)
- Impy's Island
- Stormbreaker (2006) (apenas distribuição nos EUA) (produzido por The Weinstein Company and Isle of Man Film)
- Casino Royale (2006) (coprodução com a Columbia Pictures)
- Material Girls (2006)
- Harsh Times (2006)
- Rocky Balboa (2006) (coprodução com a Columbia Pictures e Revolution Studios)
- Clerks II (2006)
- Flyboys (2006) (distribuição)
- School for Scoundrels (2006) (com a Dimension Films) (Produzido por The Weinstein Company)
- Arthur and the Invisibles (2007)
- Blood and Chocolate (2007) (com a Lakeshore Entertainment)
- Premonition (2007) (coprodução com a TriStar Pictures e Hyde Park Entertainment)
- The Flying Scotsman  (2007) (distribuição)
- The Ex (2007) (apenas distribuição nos EUA) (produzido por The Weinstein Company)
- 1408  (2007) (apenas distribuição nos EUA) (produzido por Dimension Films, com a The Weinstein Company)
- Mr. Brooks (2007)
- Who's Your Caddy? (2007) (apenas distribuição nos EUA); produzido por Our Stories Films e Dimension Films)
- Death at a Funeral (2007)
- Rescue Dawn (2007)
- Feast of Love (2007)
- Charlie Bartlett (2007)
- Halloween (2007) ((apenas distribuição nos EUA); produzido pela Dimension Films)
- Lions for Lambs (2007) (apenas distirbuição, produzido pela United Artists, uma empresa da MGM)
- Stargate: The Ark of Truth (2008)
- Superhero Movie (2008) (Apenas distribuição nos EUA; produzido por Dimension Films)
- Pathology (2008) (produzido por Lakeshore Entertainment)
- Deal (2008) (produzido por Tag Entertainment)
- Stargate: Continuum (2008)
- College (2008)
- The Longshots (2008) (Apenas distribuição nos EUA; produzido por Dimension Films)
- Vicky Cristina Barcelona (2008) (Apenas distribuição nos EUA; produzido por Weinstein Company)
- Igor (2008) (coprodução com Exodus Film Group e Sparx Animation Studios)
- Quantum of Solace (2008) (coprodução com a Columbia Pictures e EON Productions)
- The Other End of the Line (2008)
- Soul Men (2008) (apenas distribuição, produzido por Dimension Films)
- Valkyrie (2008) (Apenas distribuição nos EUA; coproduzido por United Artists)
- The Poughkeepsie Tapes (2008)
- The Pink Panther 2 (2009) (coprodução com a Columbia Pictures)
- The Taking of Pelham 123 (2009) (coprodução com a Columbia Pictures e Relativity Media)
- Fama (2009) (coprodução com a United Artists e Lakeshore Entertainment)

## 2010
- Hot Tub Time Machine (2011) (coprodução com a United Artists)
- Red Dawn (2011)
- The Cabin in the Woods (2011) (coprodução com a United Artists)
- Jeepers Creepers 3: Cathedral (2011)
- Zookeeper (2011) (coprodução com a Happy Madison e Columbia Pictures)
- Skyfall (2011) (coprodução com a Columbia Pictures e EON Productions)
- The Hobbit: An Unexpected Jorney (2011) (coprodução com New line)
- Hansel and Grendel:Witch Hunters (2013)
- G.I Joe:Retaliation (2013) (coprodução Paramont Pictures)
- O Hobbit: a desolação de smaug (2013) (coprodução New Line)
- Robocop (2014) (coprodução Columbia Pictures)
- Hércules (2014) (coprodução Paramount Pictures)
- O Hobbit: a Batalha dos Cinco Exércitos (2014) (coprodução New Line)
- Poltergeist (2015)
- Spectre (2015)
- Ben hur (2016)
- The Magnificent Seven (2016)
- A Família Addams (2019)